# جي. إرنست رايت
جي. إرنست رايت (بالإنجليزية: G. Ernest Wright)‏ هو عالم إنسان وصحفي أمريكي، ولد في 5 سبتمبر 1909، وتوفي في 29 أغسطس 1974 بسبب نوبة قلبية.